# Eunice norvegica
Espèce
Eunice norvegica est une espèce de vers annélides polychètes marins de la famille des Eunicidae.

## Biologie
Polychète symbiote et espèce facilitatrice, les biologistes marins avaient depuis la fin des années 1990 observé en aquarium ou in situ que cette espèce était souvent présente sur certains coraux.
Il a été récemment montré (2013) que cette espèce pouvait entrenir une relation symbiotique intime avec le corail d'eau froide Lophelia pertusa largement distribué en Atlantique nord et cette symbiose stimule la calcification du corail et les capacités d'assimilation du ver.